# حسام فخر
حسام فخر، كاتب ومترجم مصري من مواليد 1958. صدر له حتى الآن أربع مجموعات قصصية وروايتين. فاز بجائزة مؤسسة ساوريس للأدب المصري في دوريتها الرابعة عن مجموعته القصصية «حكايات أمينة» في عام 2009 والصادرة عن دار ميريت للنشر.

## السيرة الأدبية
ولد حسام فخر في مدينة القاهرة، مصر عام 1958. انتقل للعيش في نيويورك عام  1982 ويقيم فيها حاليا. والده هو اللواء أحمد فخر وخاله هو الشاعر المصري صلاح جاهين. يعمل فخر حاليا مديرا لقسم الترجمة بمقر الأمم المتحدة في نيويورك. تخرج في جامعة القاهرة وحصل على البكالوريوس في العلوم السياسية في عام 1979. أصدر فخر مجموعته القصصية اللأولى بعنوان "البساط ليس أحمديا" في عام 1985. أما مجموعته القصصية الثانية صدرت في عام 1992. له حتى الآن أربع مجموعات قصصية منها "وجوه نيويورك”، وروايتين "يا عزيز عيني" و"حواديت الآخر". أصدر فخر ثالث مجموعة قصصية له "وجوه نيويورك" في عام 2004، الصادرة عن دار ميريت للنشر. بعدها أصدر مجموعته القصصية الرابعة "حكايات أمينة" والتي فازت بجائزة مؤسسة ساوريس للأدب المصري في دورتها الرابعة في عام 2008 ، وبالرغم من أن المجموعة تتألف من قصص مختلفة إلا أن شخصية "أمينة" هي الشخصية المحورية والمشتركة في القصص كلها. وهذه الشخصية هي في الواقع تمثل جدته "أمينة"، والدة الشاعر صلاح جاهين، حيث سرد حكايات جدته وذكرياتها. وبالإضافة إلى هذا، فإن للفخر روايتين منها روايته الأخيرة "حواديت الآخر" التي تدور أحداثها في مدينة النحاس في المغرب حيث يسافر إليها بطلة الراوية هربا من حزن والديه على وفاة أخيه وفكرته بقتلهما ليخلصهما من ألم الحزن إلا أنه يتراجع ويقرر الذهاب وعدم العودة مجددا.

## المؤلفات

### مجموعات قصصية
- البساط ليس أحمديا، مطابع الأهرام التجارية، 1985
- أم الشعور، الهيئة المصرية العامة للكتاب، 1992
- وجوه نيويورك، دار ميريت للنشر، 2004
- حكايات أمينة، دار ميريت للنشر، 2007
- بالصدفة والمواعيد، دار العين للنشر، 2021[7] (ردمك 9789774906244)

### روايات
- يا عزيز عيني، دار ميريت للنشر، 2006 (ردمك 9789773512903)
- حواديت «الآخر»، دار العين للنشر، 2008

## الجوائز
فاز بأفضل مجموعة قصصية في فرع كبار الأدباء ضمن جائزة ساوريس للثقافة في دورتها الرابعة، عن مجموعته القصصية «حكايات أمينة» في عام 2008.